# Carlisle Floyd

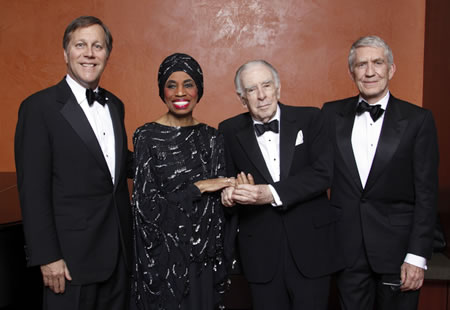
Von links: NEA Chairman Dana Gioia bei der Ehrung des National Endowment for the Arts, Oper 2008: Leontyne Price, Carlisle Floyd und Richard Gaddes

Carlisle Floyd (* 11. Juni 1926 in Latta, South Carolina; † 30. September 2021 in Tallahassee, Florida) war ein US-amerikanischer Komponist. Er wurde vor allem durch seine moderne Oper Susannah bekannt, die heute in den USA zu den am häufigsten aufgeführten US-amerikanischen Musikdramen gehört.

## Leben
Carlisle Floyd kam als Sohn eines wandernden Methodistenpredigers auf die Welt. Mit diesem zog er in seiner Kindheit und Jugend durch die Kleinstädte South Carolinas und verließ ihn zum Studium an der Syracuse University, wo vor allem Ernst Bacon für seine musikalische Ausbildung sorgte. 1949 legte er hier seine Magisterprüfung ab, bereits 1947 wechselte er an die musikalische Fakultät der Florida State University und blieb dort bis 1976. In dem Jahr wurde er zum Professor an die University of Houston berufen. Seit 2001 war er Mitglied der American Academy of Arts and Letters.

## Musikalisches Werk
Carlisle Floyd schrieb die Opern Slow Dusk (N.Y. Univ.of Syracuse, 1949) und Fugitives (Tallahassee, Fla./Univ.of Fla., 1951).
Floyd schrieb sein bekanntestes Musikdrama, die Susannah, bereits im Alter von 28 Jahren als seine erste größere Oper überhaupt. Das Stück basierte auf der in den Apokryphen der Bibel enthaltenen Geschichte der Susanna im Bade, wobei Floyd die Handlung in eine Kleinstadt in Tennessee verlegte und der aktuellen Zeit anpasste. Vorher hatte er nur eine einaktige Kurzoper komponiert. Gerade durch sein Alter und seine geringe Erfahrung, vor allem aber durch seine undogmatische Herangehensweise, wird der Erfolg der Oper erklärt:

„Es war, kurz gesagt, ein vitaler junger Komponist, unbehindert durch Opernplatitüden und inspiriert von seinem Stoff und dessen Schauplatz.“

Susannah wurde 1955 an der Florida State University mit Phyllis Curtin als Susannah und Mack Harrell als Olin Blitch uraufgeführt. Ein Jahr später wurde die Oper in der New York City Opera gezeigt, wiederum mit Phyllis Curtin, die diesmal von Norman Treigle unterstützt wurde. Diese Aufführung wurde mit dem Kritikerpreis des New York Music Critics’ Circle ausgezeichnet und machte den jungen Komponisten berühmt.
Kurz nach dem Erfolg folgte das musikalische Drama Wuthering Heights, welches 1958 in Santa Fe erstmals gezeigt wurde, sowie The Passion of Jonathan Wade, uraufgeführt in New York 1962. Weitere Opern wurden The Sejourner and Mollie Sinclair (Raleigh, N.C., 1962), Markheim (New Orleans 1966), Of Mice and Men (Seattle 1970, nach einer Vorlage von John Steinbeck) und Willie Stark (Houston 1981). Neben diesen Bühnenwerken schrieb er Instrumentalmusik und Gesänge mit Orchester und mit Klavier.